# Buněčná inkluze
Buněčné inkluze jsou rezervní či odpadní látky vznikající činností buňky. Jsou volně rozptýleny v cytoplazmě bez membránového ohraničení. Je to pro buňku někdy víceméně nepotřebná věc - odpad, jejž nelze vyloučit. Samy o sobě se nemohou podílet na životních pochodech, neboť jsou chemicky inaktivní. Pokud se zapojují do biochemických pochodů, děje se tak pod vlivem látek přítomných v okolní cytoplazmě. Nejsou vytvořeny z protoplazmy, ale vznikají činností buněk.
Lze je rozdělit na:
- zásobní látky
- odpadní látky

Příklady látek:
- Kapénky lipidů
- Shluky sacharidů
- Různé pigmenty
- Silice (u některých rostlin)